# Kosmaj
Kosmaj (v srbské cyrilici Космај) je vrch, který se nachází v centrálním Srbsku blízko Mladenovace, 41 km jižně od Bělehradu. Kosmaj má výšku 626 metrů a administrativně spadá pod město Bělehrad. Je proto nejvyšším bodem na území srbské metropole.
Na vrcholu kopce se nachází památník připomínající Kosmajský oddíl partyzánských vojsk. Okolí kopce je zalesněno a chráněno jako přírodní park.
Díky své poloze měl Kosmaj vždy značný strategický význam; o kopec se bojovalo jak během prvního, tak i druhého srbského povstání. Karađorđe napadl několik tureckých osad v okolí již v roce 1804 (Sibnica, Drpula, Rogača, Dučina). Během druhého srbského povstání se srbští obyvatelé v okolí Kosmaje přidali na stranu Miloše Obrenoviće v boji proti Turkům.